# Paul Martin (atleta)
Paul Martin (Suiza, 11 de agosto de 1901-28 de abril de 1987) fue un atleta suizo, especialista en la prueba de 800 m en la que llegó a ser subcampeón olímpico en 1924.

## Carrera deportiva
En los JJ. OO. de París 1924 ganó la medalla de plata en los 800 metros, con un tiempo de 1:52.6 segundos, llegando a meta tras el británico Douglas Lowe que batió el récord del mundo con 1:52.4 segundos, y por delante del estadounidense Schuyler Enck (bronce).